# Дрідзіс
Дрідзіс (латис. Drīdzis), також Дрейдзс (латг. Dreidzs) — найглибше озеро в Латвії.
Розташоване у східній частині Латвії, Латгалії, неподалік кордону з Білоруссю, на території Комбульської і Скайстської волостей Краславського краю. Максимальна глибина була вказана в Енциклопедії Латвійської РСР у 1971 як 65,1 м, після замірів у 1998 році — 63,1 м, у 2007 було визначено, що вона сягає 66,2 м. На озері дев'ять островів загальною площею 18,7 га, найбільший з них — Берната (13,9 га). Системою дрібних річок Дрідзіс сполучений з озером Сіверс. Дно озера покрите п'ятиметровим шаром мулу.
В озері водиться щука, прісноводна салака, плітка, лящ, окунь, краснопірка, лин, ряпушка, а також раки.
Територія озера належить до природоохоронних зон з 1977 року.